# Michael Poulin
Michael Brian Poulin (Newport, 10 de junio de 1945) es un jinete estadounidense que compitió en la modalidad de doma.
Participó en los Juegos Olímpicos de Barcelona 1992, obteniendo una medalla de bronce en la prueba por equipos (junto con Robert Dover, Carol Lavell y Charlotte Bredahl).

## Palmarés internacional
| Juegos Olímpicos | Juegos Olímpicos   | Juegos Olímpicos  | Juegos Olímpicos |
| Año              | Lugar              | Medalla           | Categoría        |
| ---------------- | ------------------ | ----------------- | ---------------- |
| 1992             | Barcelona (España) | Medalla de bronce | Por equipos      |